# Croton araracuarae
Croton araracuarae là một loài thực vật có hoa trong họ Đại kích. Loài này được J.Murillo, P.E.Berry & M.V.Arbeláez mô tả khoa học đầu tiên năm 2000.